# Bansang
Bansang este un oraș din Gambia, situat pe malul sudic al fluviului Gambia. Cu o populație în creștere de la 5.743 loc. (1993), la 8 499 (calculat 2009) este cel mai important oraș din diviziunea Central River datorită accesului mai facil către regiunile costiere ale țării.